# Gabriel Aguayo
Gabriel Aguayo Díaz (San Estanislao, 10 febbraio 2005) è un calciatore paraguaiano, attaccante del Cerro Porteño.

## Caratteristiche tecniche
Gioca come ala destra.

## Carriera

### Club
Aguayo è cresciuto nel settore giovanile del Cerro Porteño, con cui ha debuttato il 15 marzo 2024 nell'incontro di División Profesional vinto 1-0 contro lo Sp. Luqueño. Ha segnato il suo primo gol il 7 aprile seguente nella trasferta vinta 3-1 contro lo Sportivo Trinidense.
Il 23 agosto dello stesso anno ha prolungato il contratto con il club rossoblu fino al 2029.

### Nazionale
Nel maggio del 2024 ha ricevuto la sua prima convocazione con la nazionale maggiore paraguaiana per una serie di amichevoli contro Cile e Perù.
Nel 2025 ha giocato 9 partite nel campionato sudamericano Under-20.

## Statistiche

### Presenze e reti nei club
Statistiche aggiornate al 9 gennaio 2025.
| Stagione        | Squadra         | Campionato      | Campionato | Campionato | Coppe nazionali | Coppe nazionali | Coppe nazionali | Coppe continentali | Coppe continentali | Coppe continentali | Altre coppe | Altre coppe | Altre coppe | Totale | Totale | Totale |
| Stagione        | Squadra         | Comp            | Pres       | Reti       | Comp            | Pres            | Reti            | Comp               | Pres               | Reti               | Comp        | Pres        | Reti        | Pres   | Reti   |        |
| --------------- | --------------- | --------------- | ---------- | ---------- | --------------- | --------------- | --------------- | ------------------ | ------------------ | ------------------ | ----------- | ----------- | ----------- | ------ | ------ | ------ |
| 2024            | Cerro Porteño   | PD              | 28         | 2          | CP              | 1               | 0               | CL+CS              | 4+1                | 0                  |             | -           | -           | 34     | 2      |        |
| Totale carriera | Totale carriera | Totale carriera | 28         | 2          |                 | 1               | 0               |                    | 5                  | 0                  |             | -           | -           | 34     | 2      |        |